# 庫圖拉皮區
庫圖拉皮區（西班牙語：Distrito de Cuturapi），是秘魯的一個區，位於該國東南部普諾大區的永古約省，始建於1984年12月28日，面積21.74平方公里，海拔高度3,855米，2007年人口1,598，人口密度每平方公里74人。